# Better Not Said
"Better Not Said" é uma canção da DJ e artista australiana Havana Brown.
Brown disse que a música tem vários significados; "Muitas coisas são melhores não ditas", explicou ela. “É quando você consegue manter o controle de uma situação, dos relacionamentos ao quarto e ao trabalho. É tudo. Às vezes, as coisas são melhores por conta própria, fazendo você mesmo.”
"Better Not Said" foi lançada digitalmente em 12 de setembro de 2014. Na Austrália, a faixa estreou e alcançou o número 79 no ARIA Singles Chart.

## Antecedentes e composição
"Better Not Said" foi escrita por Brown junto com  Luciana Caporaso, Nick Clow, Lazonte Franklin, Niclas Kings e Jonas Saeed. Kings e Saeed também produziram a gravação.

## Vídeo de música
Um videoclipe para acompanhar o lançamento de "Better Not Said" foi lançado pela primeira vez no YouTube em 18 de setembro de 2014 com uma duração total de três minutos e quarenta e um segundos.

## Faixas e formatos
Download digital – EP
1. "Better Not Said" – 3:38
2. "Better Not Said" (Timmy Trumpet Remix) – 4:31
3. "Better Not Said" (Toneshifterz Remix Radio Edit) – 3:08
4. "Ba*Bing" (vídeo) – 3:42

## Desempenho nas tabelas musicais
"Better Not Said" estreou no número 81 e subiu para o pico de número 79 na semana seguinte.

### Tabelas semanais
| País — Tabela musical (2014) | Melhor posição |
| ---------------------------- | -------------- |
| Austrália (ARIA)             | 79             |

## Histórico de lançamento
| Região    | Data                   | Formato          | Versão   | Gravadora                                          | Ref.  |
| --------- | ---------------------- | ---------------- | -------- | -------------------------------------------------- | ----- |
| Austrália | 12 de setembro de 2014 | Download digital | Original | Island Records Australia Universal Music Australia | [ 4 ] |